# Mes parents
 (mai 2025).
Motif : Faible notoriété dans l'ensemble de ce roman. Les chapitres « Commentaires » et « Citations » sont un TI.
- Archive Wikiwix
- Bing
- Cairn
- DuckDuckGo
- E. Universalis
- Gallica
- Google
- G. Books
- G. News
- G. Scholar
- Persée
- Qwant
- (zh) Baidu
- (ru) Yandex
- (wd) trouver des œuvres sur Wikidata

| 1. | Préciser le motif de la pose du bandeau. | Précisez le motif de la pose du bandeau en utilisant la syntaxe suivante : {{admissibilité à vérifier\|date=mai 2025\|motif=remplacez ce texte par le motif}}                    |
| 2. | Informer les utilisateurs concernés.     | Pensez à avertir le créateur de l'article, par exemple, en insérant le code ci-dessous sur sa page de discussion : {{subst:avertissement admissibilité à vérifier\|Mes parents}} |

Mes parents est un roman d’Hervé Guibert paru aux Éditions Gallimard en 1986. L’auteur raconte son enfance et décrit ses sentiments envers ses parents. La dédicace du livre est : « À personne ».

## Commentaires
Au travers de souvenirs exacerbés et réinventés, l’auteur dissèque les liens qui l’unissent à ses parents et revient sur la difficile relation à sa mère. À contre-courant de l’amour filial, il explore la répulsion et le rejet que suscitent en lui ses parents. Ce parti pris extrémiste permet de questionner les souvenirs d’enfance : véracité et importance relative des faits, ressenti de l’enfant, traumatismes. À la parution de ce livre, il a trente ans et ses parents sont encore vivants.

## Citations
- « Quand je me pencherai sur vos cadavres, mes chers géniteurs, au lieu de baiser votre peau je la pincerai, et je leur arracherai une touffe de cheveux. »

- « S’il veut parler de la mère, c’est une figure sans consistance : effacée. »

- « Maintenant que mes parents sont morts, enfin (mais je mens), je peux bien écrire tout le mal que je pense d’eux ou que j’ai pensé d’eux, en priant seulement le ciel de ne me jamais donner fils aussi ingrat et malveillant. »